# Merichleri
Merichleri (en búlgaro: Меричлери) es una ciudad de Bulgaria en la provincia de Haskovo.

## Geografía
Se encuentra a una altitud de 143 m s. n. m. a 209 km de la capital nacional, Sofía.

## Demografía
Según estimación 2013 contaba con una población de 1 397 habitantes.
|         | 2004  | 2005  | 2006  | 2007  | 2008  | 2009  | 2010  | 2011  | 2012 |
| Mujeres | 1 044 | 1 032 | 1 023 | 1 031 | 1 009 | 1 001 | 988   | 846   | 822  |
| Varones | 987   | 979   | 972   | 982   | 961   | 942   | 927   | 815   | 786  |
| Total   | 2 031 | 2 011 | 1 995 | 2 013 | 1 970 | 1 943 | 1 915 | 1 661 | 1608 |